# Халтиа (центр)
Haltia (фин. Suomen luontokeskus Haltia) — новый Центр природы Финляндии, выстроенный в комплексе с национальным парком Нууксио, вблизи города Эспоо.

## История
Центр, построенный по проекту финского архитектора Райнера Махламяки, был открыт 30 апреля 2013 года и представил посетителям экспозиции, дающие представление о национальных парках Финляндии и многих других природных достопримечательностях страны. В современном природном центре вниманию зрителей также представлены различные видеоинсталляции и интерактивная карта Финляндии.
31 августа 2013 года в центре состоялись торжества в честь новоучреждённого дня финской природы, на которых выступил министр окружающей среды Вилле Нийнистё.
Ежедневно центр посещает более 700 человек, ¼ из которых — иностранные туристы.